# Joey Alexander
| Joey Alexander                            | Joey Alexander                            |
| Kattints az alábbi külső linkek egyikére! | Kattints az alábbi külső linkek egyikére! |
| ----------------------------------------- | ----------------------------------------- |
| Nem található szabad kép.(?)              |                                           |
| külső link · jogvédett                    | Joey Alexander                            |

Joey Alexander (teljes nevén: Josiah Alexander Sila) (Denpasar, 2003. június 25. –) indonéziai születésű amerikai dzsesszzongorista.

## Pályakép
Még csak tízéves volt, amikor felfigyeltek rá az öregek. Herbie Hancock, Wynton Marsalis felkapták a fejüket 2015-ös debütálásakor. 2016-ban és 2017-ben már Grammy-díj jelölései voltak.
Hat éves korára megtanult zongorázni egyedül, Louis Armstrong, Thelonious Monk, Bill Evans és mások albumait hallgatva. Profi képzés nélkül kezdetben csak egy kisméretű billentyűzeten játszott, amit az apjától kapott, de szinte egyből magas szintű jártasságot ért el. Nyolc éves korától a helyi tanárok már foglalkoztak vele, és 2012-ben lehetősége támadt Herbie Hancock előtt játszani, aki az indonéziai Dzsakartában az UNESCO meghívására lépett fel egy jószolgálati koncerten. A következő évben első lett a Master Jam Festen, Odesszában.
2014-ben a családostul New Yorkba költözött, ahol Wynton Marsalis meghívta a Lincoln Center gálakoncertjére. Ettől kezdve már csodálja a mai dzsesszvilág.

## Lemezek
- My Favorite Things (2015)
- Countdown (2016)
- Joey.Monk.Live! (2017)
- Eclipse (2018)
- In a Sentimental Mood (Bonus Collection) (2019)
- Warna (2020)
- Origin (2022)

## Díjak
- 2016: (Grammy-díj jelölt): Best Improvised Jazz Solo és Best Jazz Instrumental Album

- 2017: (Grammy-díj jelölt): Best Improvised Jazz Solo
- 2016: Panasonic Gobel Awards jelölés
- 2018: Anugerah Musik Indonesia; elnyerte